# Mika Kohonen
Mika Kohonen, född den 10 maj 1977 i Vaajakoski i Jyväskylä i Finland, är en finländsk före detta innebandyspelare.

## Biografi

### Karriär
Mika Kohonen har spelat fler VM-turneringar än någon annan finsk innebandyspelare. 1998, 2000, 2002, 2004, 2006, 2008, 2010, 2012, 2014, 2016 och 2018. 
Han debuterade i högsta finska ligan som 18-åring säsongen 1995/96. Det stora genombrottet kom ordentligt säsongen 1997/1998 när han gjorde 31 poäng på 22 matcher för Happee i Innebandyligan.
Första VM-turneringen Kohonen spelade var i Tjeckien 1998 där det blev brons. Två år senare spelade han VM i Norge (2000) där han var med och vann VM-silver. Samma år värvades han av Balrog IK. Debutsäsongen i svenska elitserien 2000/01 blev magisk då han slog poängrekord i grundserien med 107 poäng på 29 matcher. Han blev vald till årets center och årets rookie i elitserien (numera heter det svenska superligan).
2002 förlorade Kohonens Finland VM-finalen mot Sverige med 3–5. Seriesäsongen 2002/2003 vann han för andra gången poängligan. Året därpå förlorande Finland med Kohonen i laget ytterligare en VM-final mot Sverige.
2004 vann Kohonen och Balrog IK SM-guld efter en dramatisk SM-final mot AIK. Kohonen assisterade till det avgörande 6–5-målet som gjordes av Adam Grane med 13 sekunder kvar av matchen. Det var hans första av flera SM-guld i Sverige.
2004 var han tvungen att vända tillbaka till Finland för att göra lumpen. Han spelade samtidigt i Jyväskylä Happee i Salibandyliiga. Säsongen 2004/2005 noterades han för 39 mål och 64 assist (103 poäng).
Säsongen efter återvände han igen till Sverige, denna gång till Storvreta IBK. Under säsongen förlorade han och Finland sin tredje VM-final mot Sverige, denna gång efter sudden death med 6-7 i ett fullsatt Globen i Stockholm trots en 3–0 ledning efter åtta minuter samt en 5-3 ledning.
År 2005 blev han historisk som den första att utses till världens bästa innebandyspelare. Det var tidningen Innebandymagazinet som instiftade detta internationella pris. 
Säsongen 2006/2007 gjorde Kohonen sin femte säsong i elitserien, i Storvreta IBK. Denna säsong spelade han ihop med radarpartnern från Balrog, Hannes Öhman. Den kommande säsongen fortsatte seriespelet i Storvreta i SSL, som då var det nya namnet på Elitserien.
Under säsongen 2008/2009 vann Kohonen VM-guld med Finland i innebandy-VM i Tjeckien. Finalsegern togs hem på övertid med siffrorna 7–6. 2009 blev han utsedd till världens bästa innebandyspelare under den gångna säsongen.
2009/2010 fortsatte Kohonen spelet i Storvreta. Klubben slutade på andra plats i Svenska Superligan, men vann därefter SM-guld. Hans andra SM-guld och Storvretas första någonsin.
Under seriespelet 2010/2011 passerade Kohonen 500 assistpoäng (slutspel inräknat); detta skedde i en match mot AIK. Han vann även VM-guld i december. Storvreta slutade på fjärde plats i Svenska Superligan, men man vann andra raka SM-guldet.
Därefter fortsatte Kohonens spelandet i Svenska Superligan för Storvreta fram till säsongen 2014/2015. 2016/2017 gjorde han comeback i svensk innebandy genom att skriva på för FC Helsingborg. Två säsonger blev det i Skåne och Helsingborg.
Hösten 2018 gick flytten för Mika återigen till Finland och Salibandyliiga. I december 2019 gick hälsenan av i en seriematch och operation väntade. I och med skadan bestämde sig även Kohonen för att avsluta karriären. I början av 2020 flyttade han tillbaka till Uppsala och fick rollen som assisterande tränare för Storvreta IBK:s herrlag i SSL. Säsongen 2020/21 fortsatte uppdraget som assisterande tränare i Storvreta IBK.
Sedan säsongen 2022/23 är Kohonen huvudtränare i Storvreta IBK och sedan dess vunnit två SM-guld i den rollen.

### Utmärkelser
Mika Kohonen har blivit utsedd till superligans bästa center Årets bästa innebandyspelare 2000/01, 2003/04, 2007/08, 2008/09 och 2009/10. Dessutom valdes han till årets rookie säsongen 2000/01. Världens bästa innebandyspelare har Mika Kohonen blivit vald till år 2005, 2009, 2010, 2011 samt 2012; han har fått utmärkelsen fler gånger än någon annan innebandyspelare.
2010 blev han dessutom vald till världsmästerskapets bästa spelare. 2017 blev han även den första spelaren att göra 1000 poäng i SSL.

## Statistik[4]
| 1995/1996                    | Happee Salibandy             | Salibandyliiga               | 22  | 8   | 15                     | 23  |  |
| 1996/1997                    | Happee Salibandy             | Salibandyliiga               | 21  | 13  | 17                     | 30  |  |
| 1997/1998                    | Happee Salibandy             | Salibandyliiga               | 22  | 15  | 16                     | 31  |  |
| 1998/1999                    | Happee Salibandy             | Salibandyliiga               | 22  | 9   | 41                     | 50  |  |
| 1999/2000                    | Happee Salibandy             | Salibandyliiga               | 27  | 23  | 41                     | 64  |  |
| 2000/2001                    | Balrog IK                    | Elitserien                   | 29  | 39  | 68                     | 107 |  |
| 2001/2002                    | Balrog IK                    | Elitserien                   | 25  | 19  | 42                     | 61  |  |
| 2002/2003                    | Balrog IK                    | Elitserien                   | 30  | 31  | 67                     | 98  |  |
| 2003/2004                    | Balrog IK                    | Elitserien                   | 30  | 27  | 36                     | 63  |  |
| 2004/2005                    | Happee Salibandy             | Salibandyliiga               | 33  | 35  | 68                     | 103 |  |
| 2004/2005                    | Balrog IK                    | Elitserien                   | 1   | 1   | 4                      | 5   |  |
| 2005/2006                    | Storvreta IBK                | Elitserien                   | 22  | 11  | 35                     | 46  |  |
| 2006/2007                    | Storvreta IBK                | Elitserien                   | 18  | 12  | 25                     | 37  |  |
| 2007/2008                    | Storvreta IBK                | Svenska Superligan           | 22  | 14  | 35                     | 49  |  |
| 2008/2009                    | Storvreta IBK                | Svenska Superligan           | 21  | 16  | 40                     | 56  |  |
| 2009/2010                    | Storvreta IBK                | Svenska Superligan           | 24  | 29  | 35                     | 64  |  |
| 2010/2011                    | Storvreta IBK                | Svenska Superligan           | 23  | 12  | 38                     | 50  |  |
| 2011/2012                    | Storvreta IBK                | Svenska Superligan           | 26  | 20  | 31                     | 51  |  |
| 2012/2013                    | Storvreta IBK                | Svenska Superligan           | iu  | 19  | 26                     | 45  |  |
| 2013/2014                    | Storvreta IBK                | Svenska Superligan           | 13  | 12  | 13                     | 25  |  |
| 2014/2015                    | Storvreta IBK                | Svenska Superligan           | 19  | 3   | 11                     | 14  |  |
| 2016/2017                    | FC Helsingborg               | Svenska Superligan           | 27  | 5   | 24                     | 29  |  |
| 2017/2018                    | FC Helsingborg               | Svenska Superligan           | 27  | 15  | 19                     | 34  |  |
| 2018/2019                    | Happee Salibandy             | Salibandyliiga               | 00  | 00  | 00                     | 00  |  |
| 2019/2020                    | Happee Salibandy             | Salibandyliiga               | 11  | 11  | 12                     | 23  |  |
| Salibandyliiga totalt        | Salibandyliiga totalt        | Salibandyliiga totalt        | 193 | 111 | 190                    | 301 |  |
| Elitserien/Superligan totalt | Elitserien/Superligan totalt | Elitserien/Superligan totalt | 302 | 239 | 454 (545 med slutspel) | 685 |  |

## Rekord
- Mest poäng i högsta division (någonsin): 1000
- Mest assist i högsta divisionen (någonsin): 414
- Mest assist i högsta divisionen + slutspel (någonsin): 508
- Mest poäng i elitserien (en säsong): 107 (00/01)
- Mest poäng i en match (elitserien): 11 (00/01)
- Mest assist i en match (elitserien): 9 (00/01)
- Mest vinster av poängligan (elitserien): 2 (00/01, 02/03)
- Största vinsten av poängligan (elitserien): 20 poäng (00/01)